# Jaakko Astola
Jaakko Tapio Astola, född 6 maj 1949 i Helsingfors, är en finländsk forskare.
Astola avlade filosofie doktorsexamen 1978. Han blev 1993 professor i elteknik med inriktning på signalbehandling vid Tammerfors tekniska högskola och utnämndes 2001 till akademiprofessor. Han har forskat om tillämpad matematik, telekommunikationsteori och digital signalbehandling. 

## Utmärkelser
- Riddartecknet av I klass av Finlands Vita Ros’ orden[1]

[Redigera Wikidata]